# 杨志
杨志，《水浒传》人物，历史上也确有其人。

## 历史上的杨志
楊志早年是宋江部将，后来随宋江投降宋朝。靖康元年（1126年）初，楊志隨种師中征金，但中途逃走，以致种師中戰死。
种师中死后，朝廷对於其部下失律将佐处分甚严，但沒記載楊志的下落。

## 《水浒传》
楊志上应三十六天罡中的天暗星，籍贯山西太原，是杨老令公杨业的后代，早年曾中过武举，刀枪弓马等各项武艺无一不精，但官運極差。其人身材魁伟，腮边生有些许赤须，因臉上有一十分显眼的青色胎記（太田母斑）而得诨名「青面獸」。
原为殿帅府制使，武力过人，在江湖上頗有名氣，書內有些配角都聽闻過其名號；因押送花石纲於江面上翻覆，不敢回京覆命，四处流浪。后因遇赦才敢返回东京，返京途经梁山时被奉王伦之命取“投名状”的「豹子头」林冲所劫，与之交手三十余合不分胜负。王伦聽聞楊志大名後欲邀其入夥梁山以制衡林沖，但杨志一心希望重新當官而堅持離開。
回東京後楊志花光了積蓄的錢財打點上下才得見高俅，高俅見了楊志怒說：「十個制使去運花石綱，九個都回京交納了，偏你這廝把花石綱丟了。任務失敗不但不回京覆命，反倒潛逃在外讓官府捉拿不著，今日還敢再來要工作？雖經赦宥所犯罪名，但就你這態度永不錄用！」就將楊志給揈出去了。
散盡家產的楊志不得已在闹市州桥当街叫卖祖传宝刀，却在卖刀之时被當地聲名狼藉的無賴牛二糾纏，楊志怒杀牛二後至開封府自首而被打入死牢，州橋百姓認為楊志殺牛二乃為民除害的義行，便湊錢賄賂官府讓楊志免去死罪，改判到大名府充军。
楊志到大名府得到府尹梁世傑賞識想將他升為副牌，但因担心军中有人不服便安排楊志與原本的副牌周謹比武，周謹輸了之後讓出官職。「急先锋」索超聽聞徒弟周謹戰敗拔官後怒戰楊志，酣鬥五十回合不分勝負，都監李成為免二人两败俱伤趕緊喊停。戰後楊志與索超皆被升為管軍提轄使，之後兩人也結為惺惺相惜的好友。
梁世傑命楊志负责领队押送蔡京生辰纲，但于押送途中因楊志性格傲慢、治軍無能而與隨行官兵发生激烈矛盾，後來楊志認為押運大批財物不適合到人多的地方停留，而命令原地休息，但官兵們不理會楊志命令，逕往商客往來甚多的黃泥岡歇腳，因此不幸遇上埋伏黃泥岡的晁盖一夥人，並被用计下迷藥，劫走生辰綱。醒來後發現丟失官銀的楊志再度不敢回去覆命，遂棄職潛逃，而當初那群不聽军令導致失職的官差回去後，則將過失全部推到與他們有私怨且逃跑未歸的楊志身上，誣賴楊志勾結盜匪劫走生辰綱，杨志从此沦为通緝犯，无奈之下楊志決定落草為寇，投奔梁山。
投奔梁山途中，因在曹正的酒馆白吃白喝，而與曹正大打出手。曹正不敌惨败，同时又覺得楊志的武技眼熟而打聽其名號，得知是當年那位殿帥府楊制使後主動與之結交为好友，聽了楊志的落魄处境後，曹正建議楊志改投二龍山。在前往二龍山途中杨志結識「花和尚」魯智深，從魯智深口中得知二龍山寨主鄧龍不輕易收外人，便下山与鲁智深及曹正商議强占二龍山，混戰中鲁智深与楊志等人殺死鄧龍及其麾下众多喽啰奪取二龍山，不久後武松也來投奔，三人遂成为二龍山的新任三大头领。
呼延灼征討梁山泊時，由梁山泊、白虎山、二龍山及桃花山四處合力擊敗呼延灼大軍，戰後三山人馬共歸梁山。
梁山軍為救盧俊義進攻大名府時生擒索超，楊志成功勸降索超改投梁山。大聚义后，杨志位列第十七位好汉，担任马军八大头领之一，在抵抗朝廷官军围剿及辽军时多立战功。
征讨江南方时剛渡過長江便不幸患病，离队后留在丹徒縣養病，不久病逝，就地安葬。追諡忠武郎。

## 影視
- 1973年日本NTV版《水浒传》：佐藤允
- 1983年山东版《水浒》：王海生
- 1985年电影《水浒英雄之青面兽杨志》：梁家仁
- 1988年电影《阮氏三雄》：呼建国
- 1998年央视版《水浒传》：翟乃社
- 1998年电视剧《拭血问剑》：刘福山
- 2006年电影《青面兽杨志》：吕良伟
- 2011年版《水浒传》：高虎
- 2013年版《武松》：赵秋生